# Andrin
Andrin ist ein männlicher Vorname. Als rätoromanischer Vorname handelt sich um eine Variation von Heinrich beziehungsweise Hendrik. Eine Variante ist Andri, der auch im isländischen Sprachbereich vorkommt. Eine weibliche Form ist Andrina oder Andrine.

## Namensträger

### Andrin
- Andrin Flüeler (* 1993), Schweizer Unihockeyspieler
- Andrin Gulich (* 1999), Schweizer Ruderer
- Andrin Hollenstein (* 1997), Schweizer Unihockeyspieler
- Andrin Monstein (* 1992), Schweizer Politiker (GLP)
- Andrin Oswald (* 1971), Mitglied der Geschäftsführung von Novartis
- Andrin Zellweger (* 1991), Schweizer Unihockeyspieler

### Andri
- Andri Aganits (* 1993), estnischer Volleyballspieler
- Andri Augustin (1876–1939), Schweizer Romanist
- Andri Beyeler (* 1976), Schweizer Dramaturg und Theaterautor
- Andri Bischofberger (* 1998), Schweizer Unihockeyspieler
- Andri Rúnar Bjarnason (* 1990), isländischer Fußballspieler
- Andri Helgason (* 1995), isländischer Eishockeyspieler
- Andri Snær Magnason (* 1973), isländischer Schriftsteller
- Andri Mikaelsson (* 1990), isländischer Eishockeyspieler
- Andri Oberholzer (* 1996), Schweizer Leichtathlet
- Andri Peer (1921–1985), Schweizer Schriftsteller
- Andri Pol (* 1961), Schweizer Fotograf
- Andri Ragettli (* 1998), Schweizer Freestyle-Skier
- Andri Sigþórsson (* 1977), isländischer Fußballspieler
- Andri Spiller (* 1995), Schweizer Eishockeyspieler
- Andri Stoffel (* 1984), Schweizer Eishockeyspieler
- Andri Struzina (* 1997), Schweizer Leichtgewichts-Ruderer

### Andri Familienname
- Ferdinand Andri (1871–1956), österreichischer Maler

## Namensträgerinnen

### Andrina
- Andrina Bollinger (* 1991), Schweizer Sängerin, Performerin, Multi-Instrumentalistin und Komponistin
- Andrina Gugger (* 1991), Schweizer Autorennfahrerin
- Andrina Hodel (* 2000), Schweizer Leichtathletin (Stabhochsprung)
- Andrina Mračnikar (* 1981), österreichische Regisseurin und Drehbuchautorin
- Andrina Travers (* 1995), Schweizer Rock-Sängerin

### Andrine
- Andrine Flemmen (* 1974), norwegische Skirennläuferin
- Andrine Hegerberg (* 1993), norwegische Fußballspielerin
- Andrine Tomter (* 1995), norwegische Fußballspielerin